# Distretto di Boz
Il distretto di Boz (usbeco Bo`z) è uno dei 14 distretti della Regione di Andijan, in Uzbekistan. Il capoluogo è Boz.